# Ramón Clemente
Pour les articles homonymes, voir Clemente.
Ramón Clemente, né le 11 décembre 1985, à New York, est un joueur américano-portoricain de basket-ball. Il évolue au poste d'ailier.

## Palmarès
- Finaliste du championnat des Amériques 2013